# Беавоги, Луи Лансана
Луи Лансана Беавоги (фр. Louis Lansana Beavogui; 28 декабря 1923, Масента — 19 августа 1984, Конакри) — государственный и политический деятель Гвинеи, исполняющий обязанности президента Гвинейской Народной Революционной Республики и глава Партии-Государства Гвинеи 27 марта — 3 апреля 1984 года, премьер-министр Гвинейской Республики (с 1978 года — Гвинейской Народной Революционной Республики) 25 апреля 1972 — 3 апреля 1984 года. Экономист и дипломат, ближайший соратник и преемник первого президента страны Ахмеда Секу Туре. Свергнут армией после 8 дней правления.

## Биография
Родился в городе Масента (Лесная Гвинея, близ границы с Либерией) в семье мелкого служащего. Принадлежал к этнической группе тома. Окончил лицей Уильям-Понти и Африканскую школу медицины и фармакологии в Дакаре (Сенегал). Начал профессиональную карьеру ассистентом врача в Гекеду на юге Гвинеи, затем врачом в Киссидугу, к северу от Гекеду. Вскоре вступил в Демократическую партию Гвинеи (ДПГ) и включился борьбу против колониальной зависимости страны. Стал генеральным секретарем отделения ДПГ в Киссидугу, а в 1954 году был избран мэром этого города. На выборах 2 января 1956 года завоевал одно из трёх мест, отведенных Гвинее в Национальном собрании Франции. Однако парламентской работе в Париже он предпочел министерскую должность на родине: с мая 1957 по сентябрь 1958 года  занимал пост министра торговли, промышленности и рудников Правительственного совета Французской Гвинеи, который возглавлял лидер ДПГ Ахмед Секу Туре.
2 октября 1958 года, когда Гвинея провозгласила независимость, политик был назначен министром экономики и планирования и стал членом Национального Политбюро Демократической партии Гвинеи. В январе — феврале 1960 года возглавлял делегацию Гвинеи на Второй сессии Экономической комиссии ООН для Африки в Танжере. После реорганизации кабинета в марте 1960 года стал министром национальной экономики. Отвечал за перевод экономики страны на плановые начала, введение национальной валюты, был одним из авторов Трехлетнего плана экономического развития Гвинеи. Во главе делегаций посетил Чехословакию, Венгрию, Польшу, ГДР, Гану, Марокко, США, Францию, ФРГ и Великобританию. В сентябре 1960 года сопровождал Ахмеда Секу Туре во время его визита в СССР. В Москве от имени Гвинеи подписал долгосрочное советско-гвинейское соглашение о товарообороте и платежах.
28 мая 1961 года был назначен министром иностранных дел Гвинейской Республики. Вновь возглавлял гвинейские делегации в международных поездках, посещал СССР.
На Конференции неприсоединившихся стран в Белграде в 1961 году предложил вернуть КНР место в Организации Объединённых Наций. Он активно участвовал в дебатах ООН по проблемам Конго в 1966 году.
В октябре 1966 года, после того, как Гвинея предоставила политическое убежище свергнутому президенту Ганы Кваме Нкруме, Беавоги был арестован ганскими военными властями в аэропорту Аккры, когда направлялся в Эфиопию на форум Организации африканского единства (вскоре выслан из страны).
16 мая 1969 года был вновь назначен министром экономики Гвинейской Республики.
Во время попытки свержения Секу Туре 22 ноября 1970 года стал одним из 10 членов Верховного командования, созданного для руководства военными действиями.

## Премьер-министр
25 апреля 1972 года был назначен на учрежденный IX съездом ДПГ пост Премьер-министра Гвинейской Республики.
Как премьер-министр отвечал за иностранные дела, армию, финансы и информацию.
15 — 19 ноября 1973 года во главе партийно-правительственной делегации посетил СССР с официальным дружественным визитом и подписал соглашение по вопросам экономического и технического сотрудничества. В июле 1975 года, после восстановления дипломатических отношений, прерванных в 1965 году, он посетил с визитом Францию и способствовал восстановлению традиционных связей с бывшей метрополией. Продолжавшееся ухудшение экономического положения заставило гвинейские власти усилить поиск средств за рубежом, и в июне 1977 года Беавоги отправился с визитом в США, где обсуждал вопросы экономического сотрудничества. Через полгода, в декабре, с США было подписано соглашение о поставках американского продовольствия в Гвинею.
В ноябре 1982 года возглавлял делегацию Гвинеи на похоронах лидера СССР Л. И. Брежнева в Москве.
Исполнял обязанности главы государства во время длительного нахождения Секу Туре на лечении в США.

## Восемь дней правления
После того, как 26 марта 1984 года из Кливленда (штат Огайо, США) в Конакри пришло сообщение о смерти президента Ахмеда Секу Туре, было собрано совместное заседание Политбюро Демократической партии Гвинеи — Партии-Государства Гвинеи и правительства Гвинейской Народной Революционной Республики. В соответствии с положением Конституции ГНРР о преемственности власти Политбюро ДПГ-ПГГ поручило Луи Лансана Беавоги управлять делами государства в качестве временно исполняющего обязанности Президента, одновременно сохраняя пост Премьер-министра. Согласно Конституции выборы нового президента должны были состояться через 45 дней, то есть до 10 июня 1984 года.
Последующие дни прошли в подготовке к похоронам Секу Туре. Лансана Беавоги 28 марта выступил на траурном митинге во Дворце народа, встречал в аэропорту многочисленные делегации, прибывавшие на траурные мероприятия, выступил с прощальной речью на похоронах Секу Туре 30 марта.
4 апреля руководство Демократической партии Гвинеи должно было собраться на совещание и назначить кандидата на пост Президента. Наиболее вероятным кандидатом был Лансана Беавоги, однако он не принадлежал к племенному клану Секу Туре и борьба за власть была неминуема. В назревающий конфликт вмешалась третья сила.

## Свержение и смерть
Через три дня после похорон первого президента Гвинеи и за день до совещания партийного руководства, утром 3 апреля 1984 года сухопутные части армии по приказу начальника штаба сухопутных сил полковника Лансана Конте совершили бескровный переворот и свергли Луи Лансана Беавоги.
Во время переворота он был арестован и помещён в тюрьму города Киндиа.
По официальной версии летом он был переправлен на лечение в госпиталь Конакри после обострения диабета и скончался там 19 августа 1984 года.